# Ван Дормаль, Пьер
Пьер Ван Дорма́ль (фр. Pierre Van Dormael; 24 мая 1952 года, Уккел — 3 сентября 2008 года, Брюссель) — бельгийский музыкант и композитор.

## Биография
В 1988 году, он играл в «Джеймс Болдуин Проджект» с Давидом Линксом и Деборой Браун (вокалисты), Слайдом Хэмптоном (тромбон), Дидериком Виссельсом (фортепиано), Бобом Стюартом (туба) и Микелем Хатцигеоргиу (бас-гитара).
Ван Дормаль был также членом джаз-группы Nasa Na Band. Он записывал саундтреки для фильмов своего брата, режиссёра Жако Ван Дормаля («Тото-герой», «День восьмой», «Господин Никто»).
В 2007 году он получил бельгийскую премию «Золотой Джанго». Посмертно был отмечен премией «Магритта» Академии Дельво за свою работу над фильмом «Господин Никто».
Он умер от рака в возрасте 56 лет, 3 сентября 2008 года.